# 马干铃栝楼
马干铃栝楼（学名：Trichosanthes lepiniana）为葫芦科栝楼属下的一个种。